# Marzella
Marzella est un tableau réalisé par le peintre allemand Ernst Ludwig Kirchner en 1909-1910 à Dresde. Cette huile sur toile est un portrait représentant une jeune fille nue assise bras et jambes croisés devant un paravent japonisant. Il s'agit de Marzella Sprentzel, un modèle plusieurs fois employé par l'artiste, ici figurée regardant directement le spectateur, un ruban blanc dans les cheveux. L'œuvre est conservée au Moderna Museet, à Stockholm, en Suède.